# Monster Hunter 4 Ultimate
Conosciuto in Giappone sotto il nome di Monster Hunter 4G (モンスターハンター4G?, Monsutā Hantā 4G); Monster Hunter 4 Ultimate è una versione espansa di Monster Hunter 4 che al contrario della versione originale è stata distribuita anche al di fuori del Giappone.

## Modalità di gioco
Il gioco essendo un'espansione ha tutte le caratteristiche del predecessore, ma con più missioni e nuovi mostri.

## Trama
Il protagonista è un aspirante cacciatore diretto al villaggio di Val Habar per iscriversi ufficialmente al registro dei cacciatori. Lungo la strada, il solcadune su cui si trova viene attaccato da un Dah'ren Mohran, un drago anziano gigantesco. Il protagonista riesce, utilizzando i cannoni e il gong da caccia della nave, a tenerlo a bada fino all'arrivo dei Grancaccia, cacciatori esperti che riescono ad allontanare il mostro.
Dopo essere giunto a destinazione, il cacciatore viene avvicinato dal Carovaniere, un uomo a bordo della nave che, colpito dal suo talento, lo integra nella sua carovana (la "Carovana con la C maiuscola"), della quale fanno parte un fabbro soprannominato il "Mastro", e un'eccentrica Dama della Gilda. Il Carovaniere sta ancora cercando un cuoco e un mercante che si uniscano al gruppo e, per integrare ufficialmente il cacciatore, decide di fargli completare due semplici missioni di prova (riguardanti la consegna di una bistecca e di una mega-pozione). Prima di fargliele iniziare, tuttavia, gli mostra la "Scheggia" un oggetto misterioso che brilla incredibilmente, in suo possesso da anni e del quale sta cercando di scoprire le origini.
Dopo aver completato i test, il protagonista viene a sapere che il Cuoco ambulante (il Felyne responsabile della cucina di Val Habar) ha intenzione di unirsi alla Carovana, ma che ha dei problemi con il suo fornitore, che viene continuamente attaccato nella Steppa ancestrale da dei Konchu e da un Seltas; il cacciatore lo aiuta eliminando i mostri, permettendogli così di entrare a tutti gli effetti nella Carovana.
Dopo essere uscito in esplorazione due volte in un'enorme foresta nota come Bosco eterno, cacciando prima un Velocidrome e poi uno Yian Kut-Ku, il protagonista scopre che il Mercante wyverniano di Val Habar è interessato a unirsi alla Carovana, ma che sta avendo dei problemi con un Kecha Wacha, che distrugge tutti i suoi carri di merci prima che possano raggiungere la città. Eliminato il primate, il mercante si unisce alla Carovana, che può finalmente partire alla volta del villaggio di Harth, ai piedi di un vulcano, dove potrà farsi costruire una nave.
Dopo essere arrivati, tuttavia, i membri della Carovana si trovano davanti a un villaggio completamente diverso da ciò che si aspettavano: la lava ha smesso di scorrere per qualche oscuro motivo tempo prima, e gli abitanti, i Troveriani, sono tutti con il morale a terra a causa di un Tetsucabra che si è insediato nella vicina Fossa abissale, impedendo loro di estrarre minerali. Il cacciatore riesce ad abbatterlo, guadagnandosi il rispetto degli abitanti, che accettano di aiutare la Carovana a costruire la nave una volta ripristinato il corso della lava. Il materiale principale da utilizzare è la pelle di Gypceros, estremamente impermeabile. Dopo averne cacciato uno, il protagonista viene contattato dal Cuoco ambulante, il quale gli rivela che il suo fornitore di pesce è stato bloccato da un Gendrome mentre si dirigeva a Harth. Tuttavia, se il mostro verrà catturato e non ucciso, il fornitore potenzierà ulteriormente gli ingredienti, oltre a consegnarli. Il cacciatore riesce quindi a portare a termine la missione, migliorando la cucina all'aperto e venendo poi richiamato dal Capo di Harth. Questi gli rivela di avere scoperto il motivo per cui la lava ha smesso di scorrere: un Nerscylla ha fatto il nido posizionando un enorme masso lungo il canale principale, ostacolando il flusso. Dopo aver eliminato il ragno e aver permesso alla lava di tornare a Harth, il cacciatore, insieme alla Carovana e ai Troveriani, riesce a ultimare la costruzione della nave, che il Carovaniere battezza "Arluq" ("Balena" in wyverniano). Prima di partire, il capo villaggio rivela al Carovaniere che la "Scheggia" proviene da un villaggio wyverniano di nome "Cathar". All'ultimo momento, tuttavia, la Giovincella della forgia, figlia del capo, si unisce al gruppo per aiutare il Mastro nel suo lavoro e poter finalmente viaggiare per il mondo e apprendere nuove tecniche di forgiatura.
Durante il viaggio per mare, la Carovana viene improvvisamente attaccata da un misterioso mostro nero che attacca utilizzando un virus che riduce il recupero della salute. Il protagonista riesce a respingerlo e il gruppo viene salvato dai Grancaccia, che speronano la creatura con la nave e la spingono alla fuga, e riesce ad approdare sulla spiaggia della Riviera di Cheeko, isola nel bel mezzo del nulla (si dice che l'unico modo per trovarla sia perdersi) ed abitata solo da Felyne e da una simpatica anziana (il Capo di Cheeko). Qui il Grancomandante, leader dei Grancaccia, aggiorna il Carovaniere sulla situazione: quel mostro si chiama Gore Magala e l'unica cosa conosciuta su di lui o sul suo virus è che, debellando quest'ultimo, le proprie capacità fisiche miglioreranno. Poco dopo, i Grancaccia partono per rintracciare il mostro, con il Grancomandante che dimostra di non fidarsi del protagonista, consigliando al Carovaniere di "trovarsi un cacciatore più competente".
Il gruppo decide nel mentre di ricambiare l'ospitalità del capo della riviera, eliminando prima un Congalala che stava seminando il panico nel villaggio di Felyne della Foresta primordiale vicina e in seguito salvando i cosiddetti "Cacciatori di miaostri" (dei Felyne cacciatori che da tempo procacciano cibo al villaggio) da uno Zamtrios al Canale ghiacciato. L'anziana promette così di fornire alla Carovana con i pregiati ingredienti della riviera, se però la aiuteranno un'ultima volta a sbarazzarsi dello spaventoso Najarala che da giorni minaccia di attaccare il villaggio.
Sistemato anche questo problema, il cacciatore scopre che, dei quattro Grancaccia andati a occuparsi del Gore Magala, solo due sono tornati, mentre gli altri sono ancora in balia del mostro nel Bosco eterno. Dopo essere corso a salvarli insieme al proprio compagno Felyne (il cosiddetto "Grancompagno"), il protagonista ottiene finalmente dalla Gilda dei cacciatori di Val Habar l'autorizzazione per eliminare il Gore Magala. Dopo una dura lotta, il protagonista riesce finalmente a ucciderlo nella Steppa ancestrale, ponendo apparentemente fine alla minaccia e guadagnandosi la stima e amicizia del Grancomandante.
La Carovana può così finalmente ripartire alla volta di Cathar, facendo prima nuovamente tappa ad Harth per trasformare la Arluq in un'aeronave (siccome il Carovaniere ha scoperto dagli abitanti della riviera che Cathar è situato in cima a una catena montuosa). Qui, il cacciatore elimina un Gravios che stava intralciando i lavori nella miniera della neonata Fossa vulcanica (il nuovo nome attribuito alla Fossa abissale dopo il ripristino del flusso di magma).
Dopo essere finalmente giunto a Cathar, il gruppo scopre però che gli abitanti del luogo non hanno la minima intenzione di rivelare le origini della "Scheggia" e tentano addirittura di cacciarli via. Nel mentre, sotto consiglio della Dama della Gilda, il protagonista affronta sul Monte Paradiso limitrofo a Cathar un Congalala stranamente infettato dal virus della frenesia. Questo, oltre a sorprendere la Carovana, terrorizza gli abitanti del villaggio, convinti che una misteriosa calamità abbattutasi su di loro secoli prima stia per ripetersi.
Per dimostrare la propria fiducia nei confronti degli abitanti, il cacciatore è costretto ad abbattere uno Zinogre, una Seltas Regina e un Rathalos apparsi di recente sul monte. Nel mentre, il virus della frenesia continua a espandersi sempre di più, obbligando il protagonista a cacciare anche un Tigrex malato che terrorizzava la Steppa ancestrale. Il Grancomandante raggiunge quindi Cathar, rivelando ai presenti la verità: il Gore Magala non è affatto morto, ed è anzi riuscito a maturare, facendo la muta e raggiungendo la propria forma adulta, conosciuta come Shagaru Magala. 
Il mostro (che appare anche nelle leggende di Cathar con il nome di "Ruota del paradiso") si rivela quindi essere la progenie di un terribile drago anziano che, secoli prima, scatenò il virus della frenesia (molto più potente di quello della sua forma giovanile) nella zona limitrofa a Cathar, facendo impazzire i mostri e portandoli a massacrarsi tra di loro, salvo poi sparire e lasciarsi dietro una scia di morte. L'unica cosa ritrovata in mezzo ai resti della carneficina fu proprio la Scheggia, che è ora in possesso del Carovaniere. Adesso che il mostro è tornato, spetta al cacciatore della Carovana eliminarlo una volta per tutte. Dopo un leggendario duello, il protagonista riesce a ucciderlo definitivamente nel Santuario, lo stesso luogo dove era comparso il suo antenato secoli prima, ponendo fine alla minaccia del virus della frenesia una volta per tutte. Prima della partenza, tuttavia, il Carovaniere scopre che le scaglie dell'ormai defunto Shagaru Magala sono tutte identiche alla Scheggia, la quale si rivela quindi essere una scaglia lasciata dall'antico drago anziano antenato del Magala. L'uomo regala quindi l'oggetto al protagonista in segno di gratitudine, affermando che ora che il suo mistero è stato svelato, dovrebbe essere lui a tenerle, come simbolo della loro eterna amicizia.
Terminata questa avventura, la Carovana viene richiamata dai Grancaccia alla città di Dundorma, ormai in ginocchio a causa degli implacabili attacchi di un terribile e misterioso drago anziano. Il cacciatore si mette dunque subito al lavoro aiutando il Grancadetto a recuperare i materiali necessari a ricostruire la bastia, rimasti sulle dune a causa di un Daimyo Hemitaur. Eliminato il granchio, il protagonista aiuta anche la Grandartigliera eliminando una sottospecie di Congalala, un Congalala smeraldo, il cui gas è necessario per alimentare l'Avvistadraghi, velivolo fondamentale per identificare il drago e individuarlo prima che attacchi.
Successivamente le attenzioni della Carovana si spostano sul Wyceo, struttura in costruzione nata per studiare il virus della frenesia. La sua costruzione è sorvegliata dal Granlanciere, che illustra al cacciatore la situazione: i materiali necessari per costruire l'edificio sono della pelle di Cephadrome (resistente al calore) e dello speciale legno impermeabile della Foresta primordiale; il protagonista elimina quindi un Cephadrome per la pelle e i due Nerscylla che ostacolavano la raccolta del legname.
Stabilito il laboratorio, il cacciatore scopre che il Granmaestro (mentore di tutti i Grancaccia) si sta dirigendo in città per contribuire alla ricostruzione, ma che un Monoblos minaccia di attaccare il suo solcadune e va eliminato. Sconfitto il mostro, il Granmaestro può finalmente giungere in città; tuttavia, il corno segnala l'attacco del drago anziano, che si rivela essere una variante di Kushala Daora nota come Kushala Daora ruggine. Il Grancomandante riesce a metterlo in fuga, notando però una grossa cicatrice situata in mezzo ai suoi occhi, alla sola vista della quale impallidisce.
Ora che il mostro si è finalmente rivelato, la prima cosa da fare è progettare un'arma che possa resistere alle tempeste da lui provocate, ma non c'è niente che il protagonista possa fare, in quanto il lavoro non è nelle sue competenze. Viene invece indirizzato dal Grancomandante verso un giovane viandante esausto, al quale serve aiuto. Dopo aver parlato con lui, il cacciatore scopre che un mercante amico del viandante ha intenzione di consegnare dei materiali per ricostruire la città e può scegliere fra due percorsi; quello principale è tuttavia ostruito da una barriera di ghiaccio formatasi in seguito a una valanga, mentre quello secondario è bloccato da un Khezu. Il protagonista deve dunque scegliere se eliminare il Khezu e liberare la strada secondaria o dirigersi alla Fossa vulcanicae consegnare una pietra-polvere da usare come bomba per rimuovere la barriera di ghiaccio.
Qualunque sia stata la decisione presa, la merce riesce ad arrivare a Dundorma e il Cuoco ambulante rivela al cacciatore di aver trovato l'ingrediente perfetto per incrementare gli effetti di tutte le sue ricette, ma che la zona dove è possibile raccoglierlo è stata invasa da una sottospecie di Rathian chiamata Rathian rosa. Eliminato anche questo mostro, il professore del Wyceo comunica alla Carovana che la sua assistente è in procinto di arrivare in città, ma che una Seltas regina è apparsa nella Steppa ancestrale e minaccia di attaccarla prima che arrivi. Abbattuto il mostro e risolto il problema, il protagonista deve catturare una Rathian sotto commissione del Granmaestro, in quanto le sue fiamme sono l'unico combustibile abbastanza potente da alimentare l'Avvistadraghi, rimasto a secco. Prima di partire, il Grancomandante rivela al protagonista la verità sul drago anziano che minaccia Dundorma: anni prima, quando era ancora una recluta sotto la tutela del maestro, i due uscirono a cacciare una Rathian, ma vennero attaccati da un Kushala Daora (lo stesso che ora minaccia la città); scioccamente, il giovane comandante lo attaccò, venendo però messo al tappeto e obbligando il maestro a intervenire, sfregiando il mostro (e impedendogli così di fare la muta, ragione per cui ora è ruggine) ma venendo gravemente ferito e costretto a ritirarsi dalla caccia. Il protagonista parte quindi per catturare la Rathian, ma proprio quando è sul punto di terminare la missione, viene interrotto da un feroce drago dalle scaglie dorate noto come Seregios. La sua presenza nel deserto è molto insolita e il cacciatore è costretto a eliminarlo mentre l'artigliera si occupa della Rathian.
Dopo averlo eliminato, il protagonista scopre che un cliente del mercante di Dundorma è disposto a pagare a peso d'oro materiali di una sottospecie di Gravios, il Gravios nero, e che quindi è necessario cacciarne uno. La Grandartigliera avverte poi il gruppo della presenza di una sottospecie di Rathalos, un Rathalos azzurro, nella Fossa vulcanica. Il cacciatore si dirige a indagare, ma viene attaccato da un altro Seregios.
La faccenda inizia a farsi insolita e decine di Seregios iniziano a invadere tutti gli altri territori di caccia; non c'è però tempo per pensarci, in quanto il Kushala Daora si sta avvicinando sempre più alla città e i preparativi per l'arma di difesa necessitano di essere ultimati. Grazie al Mercante wyverniano, la Carovana scopre che una sottospecie di Tigrex, un Tigrex brutale, ha invaso la miniera nella quale venivano estratti i minerali principali per la costruzione dell'arma, interrompendo i lavori. Il cacciatore elimina il mostro, venendo infine inviato a occuparsi di una sottospecie di Zinogre, uno Zinogre stigeo, la cui energia drago è fondamentale per alimentare l'arma difensiva. Con la caccia al mostro portata a termine, l'arma viene ultimata e battezzata Demolitore.
Il Grancadetto entra però improvvisamente senza fiato a Dundorma, affermando di aver visto un Brachydios infettato dal virus della frenesia nel Canale ghiacciato. Questa notizia lascia tutti i presenti senza parole, in quanto il canale non è l'habitat naturale dei Brachydios e, soprattutto, perché il mostro è frenetico. I mostri infettati muoiono dopo qualche giorno, il che significa che questo esemplare è stato infettato di recente, ma ciò è impossibile, in quanto lo Shagaru Magala è già stato abbattuto.
Dopo aver eliminato il Brachydios, il cacciatore viene a sapere di un Deviljho frenetico nella Foresta primordiale, dimostrazione di come il virus stia acquisendo potenza e sia in grado di infettare persino mostri di tale potenza. Riuscito ad abbatterlo, grazie al Granlanciere viene scoperta la verità: i mostri stanno venendo infettati da un Seregios divenuto apex, ovvero infettato dal Magala quando era ancora in vita ma riuscito a debellare il virus, utilizzandolo come catalizzatore per incrementare le proprie capacità fisiche e divenendo in grado di infettare gli altri mostri a proprio piacimento. Proprio questo esemplare ha provocato la migrazione di massa dei Seregios, terrorizzandoli a tal punto da spingerli a fuggire invadendo altri territori e stravolgendo così l'ecosistema.
Il cacciatore della Carovana parte quindi da solo per ucciderlo mentre i Grancaccia tengono testa al Kushala Daora, che ha approfittato del subbuglio provocato dal ritorno del virus della frenesia per attaccare Dundorma mentre è sguarnita. Dopo uno scontro durissimo, il protagonista riesce ad abbattere l'apex, ristabilendo l'ordine naturale e ritornando in città appena in tempo per aiutare i Grancaccia a respingere definitivamente il Kushala Daora, che il Grancomandante riesce a sfregiare nuovamente (nello stesso punto dove lo aveva colpito il suo maestro), spingendolo alla fuga.
Dopo lo scontro, Dundorma è al sicuro e completamente ristrutturata; i Grancaccia restano a proteggerla in attesa del loro prossimo incarico, il Granmaestro parte per la sua prossima missione (non prima di aver donato al Grancomandante il coltello da caccia che usò per sfregiare il Kushala Daora) e la Carovana pianifica la prossima avventura.

## Personaggi

### Personaggi principali
I componenti della Carovana e compagni del protagonista.
- Carovaniere: Il primo personaggio con cui il protagonista entra in contatto sul solcadune diretto a Val Habar. È un uomo di mezz'età che indossa una giacca rossa, dei pantaloni blu, un paio di stivali e un cappello, all'interno del quale è contenuta la misteriosa "Scheggia", della quale è entrato in possesso anni prima e sta cercando di scoprire le origini. Dalla folta barba grigia e dalla risata rauca, mostrerà subito grandissima fiducia nei confronti del protagonista (soprannominandolo "Grantalento") e arrivando persino a contraddire il Grancomandante quando questi gli consiglierà di trovarsi un cacciatore più competente. Tende a ubriacarsi spesso e, quando ciò accade, dimentica ogni cosa e compie gesti piuttosto sconsiderati. È un esperto falconiere e ha un falco bianco domestico. L'intero arco narrativo del basso grado è incentrato su di lui e sulla sua "Scheggia".
- Il Mastro: Il fabbro della Carovana, imponente, silenzioso e abilissimo wyverniano. Ha una conoscenza della metallurgia immensa ed è capace di forgiare armi e armature anche con i materiali più rari. È il nipote del fabbro wyverniano apparso nel primo capitolo della serie ed è originario di Cathar. Lungo il corso del gioco, verrà affiancato nel suo impiego dalla Giovincella della forgia.
- Dama della Gilda: Impiegata della Gilda dei cacciatori alla quale è stata assegnata la Carovana. Molto eccentrico, ha un comportamento particolarmente bizzarrlo e dona continuamente al cacciatore dei portafortuna particolari, come delle ciocche di capelli, spiandolo anche di nascosto quando caccia. Possiede un taccuino che ha riempito con pagine e pagine di disegni e appunti di mostri, che ottiene grazie al protagonista, al quale spesso chiede resoconti dettagliatissimi al termine delle missioni (spesso chiedendogli addirittura di mimare le movenze dei mostri). Il Grancadetto è innamorato di lei, riambiato, e arriverà a compiere gesti molto sconsiderati per "dimostrarle il suo valore" (sfidando prima il Gore Magala e in seguito addirittura un Rajang. Il suo vero nome è Sophia.
- Cuoco ambulante: Cuoco della Carovana e dirigente della "Cucina all'apelto". È un Felyne dall'accento cinese (pronuncia ogni "R" come una "L"), dal comportamento lievemente bizzarro (tende a cucinare spesso gli ingredienti senza pulirli anche quando cadono) ma dall'abilità culinaria innegabile. Indossa un tipico vestito cinese a maniche lunghe (tanto che le mani non si vedono mai) e porta una padella sulla schiena. Si unirà alla Carovana dopo che il protagonista avrà eliminato i Konchu e il Seltas che ostacolavano il suo fattorino, divenendo molto amico del Mercante wyverniano. Per ringraziare il cacciatore, utilizza sempre l'espressione cinese"Xie Xie" ("Grazie")
- Mercante wyverniano: Il mercante della Carovana e proprietario del Wymporio (l'emporio ufficiale della Carovana).È basso, tarchiato e non viene mai visto in piedi, spostandosi sempre a bordo del Wymporio stesso (che "controlla" grazie alla chiave che tiene sempre in mano), benché sia capace di camminare perfettamente. Indossa dei tipici vestiti arabi (fra i quali un turbante) e si esprime utilizzando delle colorite esclamazioni in latino (ad esempio chiamando il cacciatore "Venator" e complimentandosi con lui dicendo "Magno Gaudio"). Sembra essere molto conosciuto in giro per il mondo, tant'è che persino il Granmaestro ha sentito parlare di lui, paragonandolo a una piovra e facendo intuire che possegga delle conoscenze nel mercato nero. Per ringraziare il protagonista, utilizza sempre l'affermazione "Grazie uno Zennylione!".
- Giovincella della Forgia: Assistente del Mastro e figlia del Capo di Harth, è una ragazzina sui 12 anni, iperattiva, sempre desiderosa di viaggiare e dalla grandissima abilità nella forgiatura. La sua perenne esaltazione la rende strana agli occhi degli altri, tanto che il suo "grido di battaglia" verrà spesso scambiato per un pianto. Si unirà alla Carovana proprio quando questa è in procinto di abbandonare Harth, preferendo viaggiare con loro per scoprire il mondo ma promettendo a suo padre che tornerà a trovarlo. Molto probabilmente è adottata.

### Grancaccia
Cacciatori esperti assunti dalla Gilda per proteggere prima Val Habar e successivamente Dundorma. Durante gli eventi del gioco, sono stati incaricati di seguire, studiare e uccidere il misterioso Gore Magala.
- Grancomandante: Il capo dei Grancaccia. È un giovane di 24 anni che indossa un'armatura azzurra e brandisce delle doppie lame. Silenzioso e poco socievole, sin dal principio dimostrerà di non fidarsi affatto del protagonista, arrivando persino a consigliare al Carovaniere di trovarsi un cacciatore più competente. Lungo il corso del gioco, inizierà a fidarsi sempre di più del cacciatore, riconoscendone l'abilità e arrivando a considerarlo infine il suo più caro amico. È terrorizzato dalle Rathian dopo un evento accaduto a lui e al suo maestro che ha causato il ritiro di quest'ultimo dalla caccia. Alla fine del gioco, affronterà insieme ai suoi compagni e al protagonista la variante di Kushala Daora che anni prima storpiò il suo maestro. Il suo vero nome è Julius.
- Granlanciere: I membro più anziano dei Grancaccia, è un uomo sui 40 anni che funge da "istruttore" per le reclute. Come il nome fa intuire, brandisce una lancia e, un tempo, faceva parte della Carovana ed era grande amico del Carovaniere, abbandonando però il gruppo per unirsi ai Grancaccia (senza nessun rancore da parte dei vecchi compagni). Conosce bene molti mostri, in particolare i draghi anziani come il Chameleos e, in seguito agli eventi del gioco, frequenterà spesso il Carovaniere, giocando con lui a scacchi con lui, vincendo quasi sempre grazie alla sua astuzia e alla sua fine abilità di stratega (benché il Carovaniere stesso rivelerà al protagonista di sapere benissimo di non poter vincere e di continuare a sfidarlo solo per mettersi alla prova).
- Grandartigliera: Unico donna dei Granciaccia, molto amichevole e socievole con tutti. Poco più grande del Grancomandante, utilizza come arma una balestra leggera. Grande amica del Grancomandante, che conosce da anni, può essere considerata l'unica a comprendere appieno i suoi sentimenti, tanto che il cadetto la soprannominerà "Sorellona". Stringerà un rapporto di forte amicizia con la Giovincella della forgia, che molto probabilmente rivede in lei una figura materna. Ha una vista fenomenale (tanto che riuscirà a localizzare dalla distanza il Rathalos azzurro della Fossa vulcanica e persino un Chameleos in una zona estesa come il Bosco eterno). Il suo vero nome è Nadia.
- Grancadetto: Il membro più giovane dei Grancaccia, appena maggiorenne e molto euforico. Deve ancora lavorare sul proprio autocontrollo, ma è stato accettato fra i Grancaccia grazie alla sua abilità nella combinazione e alla scioltezza con la quale brandisce ogni categoria di arma. È innamorato della Dama della Gilda, ricambiato, ed è disposto a fare di tutto pur di mettersi in mostra ai suoi occhi, anche gesti sconsiderati. Ricompare in Monster Hunter: World e nell'espansione Iceborne come membro della Quinta flotta della Commissione di ricerca sotto il nome di "Spavaldo di classe-A"; nel suddetto gioco, rivelerà di essersi momentaneamente ritirato dai Grancaccia per unirsi alla commissione ma che, appena tornato nel vecchio mondo, ritornerà con loro. Parla spesso mescolando espressioni comuni con nomi di mostro (come "Jaggi ballerino!" e "È una mossa da pauragaan!"). Appare anche come protagonista del film d'animazione Monster Hunter: Legends of the Guild, ambientato qualche anno prima degli eventi del gioco, insieme al comandante e all'artigliera. Il suo vero nome è Aiden.
- Granmaestro: L'ex-comandante dei Grancaccia e loro maestro. È stato costretto a ritirarsi dalla caccia dopo essere stato ferito da un Kushala Daora ruggine (lo stesso che compare come antagonista principale dell'arco narrativo dell'alto grado) durante una caccia a una Rathian (evento che lasciò il Grancomandante terrorizzato da questi mostri). Non perde mai il sorriso, anche nelle situazioni più difficili, e nei suoi giorni di caccia brandiva il martello. Poiché è in pensione, non utilizza più armi, ma porta ancora con sé il vecchio coltello da caccia con il quale ha sfregiato il muso del Kushala Daora che lo ha storpiato. Utilizza un parasole ricavato dalla membrana alare di un Rathalos. Viene richiamato a Dundorma verso l'inizio dell'alto grado perché supervisione la costruzione di un'arma abbastanza potente da poter respingere il Kushala Daora; alla fine del gioco riuscirà nel suo intento grazie all'aiuto del Mastro costruendo il Demolitore, un gigantesco cannone capace di sparare proiettili permeati di elemento drago. Dopo aver respinto il drago anziano, lascerà Dundorma per raggiungere un villaggio lontano ma, prima di partire, donerà il suo coltello da caccia al Grancomandante. Invierà poi una lettera al Granmaestro rivolta al protagonista dopo che questi avrà completato tutte le missioni Carovana del gioco, assegnandogli un'ardua sfida per testare un'ultima volta le sue abilità.

## Ecosistema

### Mostri
Nel rango G si possono affrontare versioni più potenti affetti da Frenesia chiamati mostri Apex, nelle quali il virus della Frenesia non ha ucciso il mostro ma lo ha sottoposto a quella che viene comparata a una "rinascita", nella quale il mostro non solo si è adattato alla presenza del virus ma ne è diventato ospite e simbionte. Per combattere questi formidabili mostri si usano delle pietre speciali capaci di far regredire la Frenesia temporaneamente.
In questo gioco sono presenti in tutto 98 mostri; 23 piccoli e 75 grandi. 63 mostri grandi e 23 mostri piccoli ritornano dai capitoli precedenti, mentre i restanti sono nuovi. I mostri piccoli presenti sono: Apceros, Aptonoth, Cephalos, Felyne, Genprey, Ioprey, Kelbi, Melynx, Velociprey (prima generazione), Conga, Hermitaur, Popo, Remobra (seconda generazione), Altaroth, Bnahabra, Delex, Gargwa, Jaggi, Jaggia, Rhenoplos, Slagtoth (terza generazione), Konchu e Zamite. (quarta generazione).

## Accoglienza
Dalla sua pubblicazione, Monster Hunter 4: Ultimate ha ricevuto valutazioni positive da parte della critica specializzata, tanto da essere considerato da molti il miglior episodio della serie. Detiene un punteggio di 87,60% su GameRankings e di 87/100 su Metacritic, il più alto raggiunto da un episodio della serie.